# Castejón de Arbaniés
Localidad de la comarca Hoya de Huesca que pertenece al municipio de Siétamo en la Provincia de Huesca. Situada en un montecillo en el vértice del borde del mismo, a la izquierda del río Guatizalema, su distancia a Huesca es de 16 km.

## Demografía
| 1970 | 2000 | 2001 | 2002 | 2003 | 2004 |
| ---- | ---- | ---- | ---- | ---- | ---- |
| 32   | 42   | 41   | 42   | 44   | 47   |

## Historia
- El 3 de agosto de 1357 el rey Pedro IV de Aragón ordenó a los de Castejón de Arbaniés que no vejasen a Teresa Díaz de Mendoza, a quien pertenecía el lugar (SINUÉS, nº. 320)
- El 18 de agosto de 1391 el rey Juan I de Aragón vendió al monasterio de Montearagón el lugar de Castejón de Arbaniés (SINUÉS, nº. 1261 y 1262)
- El 23 de marzo de 1428 el rey Alfonso V de Aragón iscorporó Castejón de Arbaniés a la Corona y prohibió enajenarlo (SINUÉS, nº. 323)
- El 10 de febrero de 1440 el rey Alfonso V de Aragón donó el mero y mixto imperio en el lugar de Castejón de Arbaniés (SINUÉS, nº. 324)
- En el siglo XVI era de Melchor González (DURÁN, Geografía, p. 73)
- En 1845 se une a Siétamo.
- 1873 - 1900 pasa a Arbaniés.

## Monumentos

### Monumentos religiosos
- Iglesia parroquial de estilo barroco dedicada a San Esteban[2]
- Ermita de San Silvestre

### Monumentos civiles
- Casa Morcate, de 1793
- El Molino, construcción del siglo XIII